# Michel Le Milinaire
Michel Le Milinaire, né le 7 juin 1931 à Kergrist-Moëlou (Côtes-du-Nord) et mort le 1er décembre 2023 à Rennes,, est un footballeur puis entraîneur français. Il est l'entraîneur emblématique du Stade lavallois. Instituteur puis conseiller pédagogique de l'Éducation nationale, il a été désigné comme meilleur entraîneur français des années 1979 et 1983 selon France Football, et meilleur entraîneur de D2 en 1975.
Indissociable d'Henri Bisson, président visionnaire et fondateur, il reste à la tête du Stade lavallois pendant 24 années consécutives, ce qui fait de lui le deuxième entraîneur français à la plus grande longévité, derrière Guy Roux, qui voit en lui un modèle pour son accession et son maintien parmi l'élite.

## Biographie

### Origine
Michel Le Milinaire naît à Kergrist-Moëlou une commune rurale du Centre Bretagne, dans les Côtes-du-Nord (aujourd'hui Côtes-d'Armor), non loin de Rostrenen. Son père est artisan et sa mère tient un café-tabac-épicerie.
Il commence le football au CS Rostrenen. Après des études primaires à l'école de sa commune natale et la participation à plusieurs courses cyclistes dans sa région, il part pour le lycée de Saint-Brieuc, où il choisit définitivement la pratique du football. Il prend alors une licence au Stade briochin, mais, blessé au genou, il interrompt le football pendant six mois, et continue ses études.

### Instituteur
À la fin du lycée, en 1952, il effectue son service militaire à Fez au Maroc pendant 28 mois. Il est jeune instituteur à l'école musulmane de Fès. À son retour en France en 1953, il effectue quelques remplacements en tant qu'instituteur. Il signe une licence au Stade lavallois, et est élève à l'École normale d'instituteurs de Laval pendant trois mois, rue de la Maillarderie. En novembre 1953, il fait partie de l'équipe de football de l'École normale de Laval (le « Normal Star »).

### Joueur amateur
Il obtient un premier poste à Bouère. Il rejoue alors au Stade lavallois, comme milieu de terrain, puis, voyant qu'il n'a plus sa place en équipe première, opte en 1959 pour le Club athlétique mayennais, où il reste cinq ans comme entraîneur-joueur et capitaine. Sollicité par le président Bisson pour revenir au Stade lavallois, il refuse une première fois, s'étant engagé auprès de Claude Leblanc, futur maire de Mayenne. Il accepte la deuxième sollicitation, et revient au Stade lavallois comme entraîneur des jeunes et de la réserve lors de la saison 1964-65. Il évolue également comme défenseur au sein de l'équipe réserve jusqu'en 1966. Il est alors enseignant au petit lycée au Lycée de Laval.

### Entraîneur

#### Stade lavallois
Homme malin et cultivé, instituteur public, connu pour ses positions de gauche, il prend l'équipe première sous ses ordres lors de la saison 1968-1969. C'est l'année où le Stade lavallois dispute la phase finale du championnat de France amateur. Il effectue alors sa journée de travail, et le soir, s'occupe de l'entraînement comme les joueurs y compris les anciens professionnels qui travaillent en entreprises, dans les banques ou bien les amateurs, encore étudiants.
Dès sa première année comme entraîneur, Laval remporte le titre de champion de l’Ouest. L'équipe commence à faire parler d'elle et démontre qu'elle peut rivaliser avec les grands clubs amateurs sur le plan national.
Il change avec le président Henri Bisson la structure du Stade lavallois. Ils feront de ce club l'un des meilleurs de France pendant de nombreuses années, à tel point que la recette mayennaise servira de modèle à l'AJ Auxerre de Guy Roux. Apôtre d'un jeu académique et bien construit, il amène Laval en Division 1 en 1976, et en Coupe UEFA en sortant vainqueur notamment de la double confrontation contre le Dynamo Kiev (1-0 à Francis-Le-Basser, 0-0 en URSS).

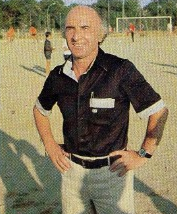
Michel Le Milinaire en 1979.

Du statut amateur, le club est devenu professionnel en 1976. Le Milinaire hésite entre faire le choix de son métier de conseiller pédagogique de l'Éducation nationale ou celui d’entraîneur professionnel de football. Il n'a jamais caché son hostilité à une éventuelle accession de son équipe au statut professionnel, statut qui pour lui ne semble pas compatible avec son idéologie. En 1976, il franchit le pas, cédant aux pressions affectueuses d'Henri Bisson. Il a alors 45 ans lorsqu'il fait connaissance avec le football de l'échelon le plus élevé. Son adaptation est facilitée par sa forte personnalité et sa formation d'enseignant. Ne pouvant rester fonctionnaire tout en travaillant dans le privé, Le Milinaire se met en disponibilité de l'Éducation nationale, pour un an d'abord, puis huit ans en réalité, et abandonne de fait l'enseignement.
Il assure l'amalgame entre les joueurs issus du centre de formation du club, et des footballeurs parfois mis au ban par de grands clubs, à qui il permet de se relancer (Jacky Vergnes, Raymond Keruzoré, Frank Lebœuf, etc.). Il réussit le tour de force permanent de conserver son équipe dans l'élite, malgré un effectif chaque année saigné par les grands clubs aux moyens bien supérieurs. Raymond Keruzoré, qui vécut ses plus belles années à Laval, considère Le Milinaire comme l'entraîneur « le plus important » de sa carrière. « Il savait mettre les joueurs dans les meilleures dispositions. C’était un psychologue extraordinaire. »
Considéré comme le président Bisson comme « l'artisan principal de la réussite du Stade lavallois », Michel Le Milinaire est élu meilleur entraîneur du championnat de France de 1re division en 1979 et 1983.
À partir de 1984, l'apparition de l'argent amène une surenchère sur les salaires et les transferts dans le football. Sollicité par la DTN et plusieurs clubs de Division 1, il ne quitte pas son poste. Il ne cesse de tirer la sonnette d'alarme pendant les dernières années de son club en Division 1. Le Stade lavallois quitte l'élite du football en 1989, un an après la mort de son président historique Henri Bisson.
En 1985 il est désigné sélectionneur de l'équipe de Bretagne, en vue d'un match contre l'Islande, qui n'aura finalement pas lieu.

#### Le départ
Mis à l'écart de la direction de l'entraînement de l'équipe professionnelle par Jean Py en octobre 1992, il devient directeur technique du club mayennais jusqu'à la fin de la saison. À l'évocation de son départ, Christophe Larcher écrit dans France Football le 27 octobre 1992 : « Sa trogne sympathique, sa casquette sur ses mèches blanches, son authenticité, son palmarès : beaucoup n'ont pas admis ce sacrilège, cette entaille à la mémoire ». En mai 1993, il se voit proposer la direction du centre de formation mayennais, mais refuse. Seuls le terrain et le management d'une équipe première l'intéressent. Il se déclare alors publiquement à la recherche d'un club ambitieux de préférence, de D1 si possible,.

#### Stade rennais
Le 5 juin 1993, il est de retour en Bretagne pour entraîner le Stade rennais. Il le fait monter en Division 1, et l'y maintiendra deux saisons. Il lance en Division 1 de futurs internationaux comme Ousmane Dabo ou Mikaël Silvestre. Jocelyn Gourvennec indique que « Le Milinaire était sans doute le plus fin psychologue que j’ai eu comme entraîneur. Il était très doué pour parler aux joueurs. ». En 1996, atteint par la limite d'âge, il quitte son poste d'entraîneur principal, laissant sa place à son adjoint Yves Colleu. Il en deviendra le conseiller pendant une saison, avant de prendre sa retraite en 1997.
En septembre 2012, il intègre l'Assemblée des deux Hermines, comité consultatif nouvellement créé afin d'améliorer l'image et l’ancrage régional et local du Stade rennais.

#### Le retour
Nommé « entraineur du siècle » du Stade lavallois en 2002, il réside toujours à Changé près de Laval. Dans les années 2000, il ne rate aucune rencontre à Le Basser, assiste aux entraînements et aux matches de jeunes. De 2007 à 2010 il fait partie de la cellule de recrutement du club Tango.
Le stade de Renazé, inauguré en 2008, porte son nom.
Interrogé en 2013 sur l'évolution du football, il répond : « La société est ainsi faite : on connaît plus facilement le 13e homme du Paris Saint-Germain que le médecin de Villejuif qui sauve des vies. C’est dommage, je trouve. Beaucoup de gens mériteraient une considération plus grande de la part de notre société ».

## Palmarès
- Vainqueur de la Coupe d'été en 1982 avec le Stade lavallois
- Vainqueur de la Coupe de la Ligue en 1984 avec le Stade lavallois
- Vice-champion de France de D2 en 1976 (groupe A) avec le Stade lavallois et en 1994 avec le Stade rennais
- Champion du groupe Ouest de CFA en 1969 avec le Stade lavallois

## Distinctions personnelles
Le magazine France Football lui a décerné trois distinctions :
- Meilleur entraîneur français des années 1979 et 1983
- Meilleur entraîneur de D2 en 1975

En 1983, le Rotary Club de Laval l'élit « Mayennais de l'année ».
En 2002, les supporters du Stade lavallois l'élisent « entraîneur du siècle ».

## Vie personnelle
Son frère André Le Milinaire (1938-2019), est professeur de lettres et militant socialiste, élu secrétaire fédéral du Parti Socialiste Unifié des Côtes-du-Nord entre 1969 et 1972.
Michel Le Milinaire est le grand-père de Martin Mimoun, footballeur professionnel né en 1992, évoluant au poste de milieu de terrain.